# Мариновка (Акмолинская область)
Мари́новка (каз. Мариновка) — село в Атбасарском районе Акмолинской области Казахстана. Административный центр Аким Ахметов Рамиль.  Мариновского сельского округа. Код КАТО — 113843100.

## География
Село расположено в восточной части района, на расстоянии примерно 56 километров (по прямой) к востоку от административного центра района — города Атбасар.
Абсолютная высота — 277 метров над уровнем моря.
Климат холодно-умеренный, с хорошей влажностью. Среднегодовая температура воздуха положительная и составляет около +3,8°С. Среднемесячная температура воздуха в июле достигает +20,3°С. Среднемесячная температура января составляет около -14,9°С. Среднегодовое количество осадков составляет около 405 мм. Основная часть осадков выпадает в период с июня по июль.
Ближайшие населённые пункты: село Бейис Хазирет — на западе, село Ковыленка — на востоке.
Через село проходит Южносибирская магистраль, имеется станция «Ирченко». Южнее села протекает река Ишим.

## Население
В 1989 году население села составляло 4615 человек (из них русские — 41 %, казахи — 25 %).
В 1999 году население села составляло 3778 человек (1938 мужчин и 1840 женщин). По данным переписи 2009 года в селе проживали 3024 человека (1467 мужчин и 1557 женщин).
| Численность населения | Численность населения | Численность населения |
| 1989                  | 1999                  | 2009                  |
| --------------------- | --------------------- | --------------------- |
| 4615                  | ↘3778                 | ↘3024                 |

## Религия
Православные храмы
Мариновка административно относится к Атбасарскому городскому благочинению Кокшетауской и Акмолинской епархии Казахстанского митрополичьего округа Русской православной церкви (МП).

## Известные жители и уроженцы
- Елена Васильевна Мейтина (род. 1926) — Герой Социалистического Труда.
- Сергей Анатольевич Пичахчи (род. 1963) — художник, член-корреспондент Российской академии художеств, профессор Санкт-Петербургской академии художеств имени Ильи Репина.

## Улицы
- ул. 30 лет целины,
- ул. Амангельды,
- ул. Болашак,
- ул. Женис,
- ул. Ирченко,
- ул. Парковая,
- ул. Подстанция,
- ул. Темиржолшылар,
- ул. Хамита Ергалиева,
- ул. Ыбырая Алтынсарина